# Gerard Loncke
Gérard Loncke (Overpelt, 15 gennaio 1905 – Neerpelt, 13 marzo 1979) è stato un ciclista su strada e pistard belga.
Professionista tra il 1929 ed il 1939, conta la vittoria di due tappe al Tour de France e due al Giro d'Italia.

## Carriera
Era soprannominato Karke e corse per la Securitas, la Genial Lucifer, la Dilecta-Wolber, la Ganna e la Bristol. Da allievo vinse il campionato belga nel 1926.
Nelle grandi corse a tappe vinse due tappe al Tour de France: la Bordeaux-Bayonne nel 1931 e la Belfort-Strasburgo nel 1932 e due tappe al Giro d'Italia nel 1933: la Roma-Napoli e la Bassano del Grappa-Bolzano. Fu anche secondo alla Parigi-Bruxelles del 1932, preceduto da Julien Vervaecke.

## Palmarès
- 1926

Campionati belgi, Prova in linea Allievi
- 1930

Omloop der Vlaamse Gewesten
- 1931

Anversa-Gand-Anversa
7ª tappa Tour de France (Bordeaux > Bayonne)
- 1932

16ª tappa Tour de France (Belfort > Strasburgo)
- 1933

7ª tappa Giro d'Italia (Roma > Napoli)
16ª tappa Giro d'Italia (Bassano del Grappa > Bolzano)
- 1935

Grote Scheldeprijs

## Piazzamenti

### Grandi giri
- Giro d'Italia

1933: 34º
- Tour de France

1931: ritirato (12ª tappa)
1932: 34º

### Classiche monumento
- Parigi-Roubaix

1933: 13º

### Competizioni mondiali
- Campionati del mondo

Montlhery 1933 - In linea: ritirato